# Greg Germann

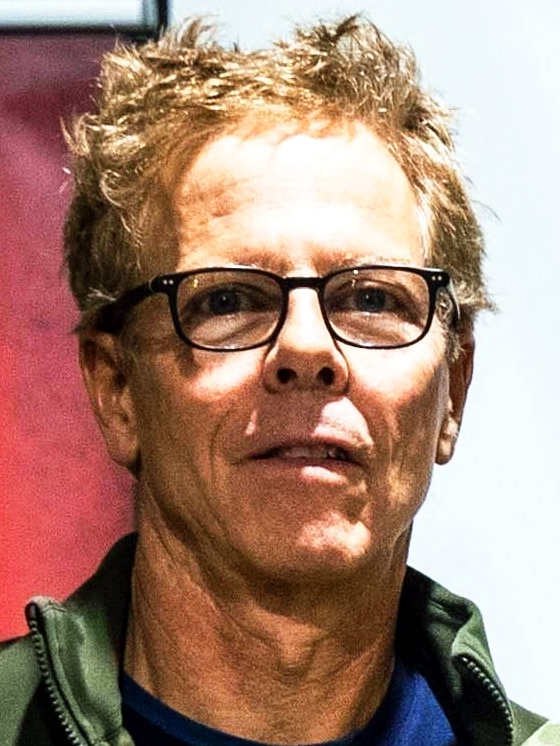
Greg Germann, 2022

Greg Germann (* 26. Februar 1958 in Houston) ist ein US-amerikanischer Schauspieler und Regisseur.

## Leben und Leistungen
Germanns Vater war Professor für Theaterwissenschaften und Autor von Theaterstücken für Kinder. Germann wuchs in Golden im US-Bundesstaat Colorado auf. Er studierte Theaterwissenschaften an der University of Northern Colorado. Seine berufliche Laufbahn startete er in Theaterstücken am Broadway; im Stück The Person I Once Was spielte er neben Holly Hunter.
Bekannt wurde Greg Germann durch die Fernsehserie Ally McBeal, in der er den Partner der Anwaltskanzlei, Richard Fish, spielte. Er führte ebenfalls bei einigen Folgen Regie. Den Screen Actors Guild Award gewann er zusammen mit dem Ensemble 1998, 2000 und 2001.
Er spielte ebenfalls in der Sitcom Ned & Stacey. Germann führte Regie beim Kurzfilm Pete’s Garden, der im Jahr 1998 auf dem Sundance Film Festival ausgezeichnet wurde.
Germann war mit der Schauspielerin Christine Mourad verheiratet und hat einen Sohn, der 1997 geboren wurde. Seit 2013 ist er mit Martha Champlin verheiratet.
Sein deutscher Synchronsprecher ist Oliver Rohrbeck.

## Filmografie (Auswahl)
- 1985: Junge Schicksale (ABC Afterschool Specials, Fernsehserie, Folge 14x04)
- 1989: Miami Vice (Fernsehserie, Folge 5x21)
- 1989: Miss Firecracker
- 1989–1990: NAM – Dienst in Vietnam (Tour of Duty, Fernsehserie, 4 Folgen)
- 1990: Chucky 2 – Die Mörderpuppe ist wieder da (Child’s Play 2)
- 1991: Ein charmantes Ekel (Once Around)
- 1993: Liebling, hältst Du mal die Axt? (So I Married an Axe Murderer)
- 1993: Taking the Heat (Fernsehfilm)
- 1993: Die Nacht mit meinem Traummann (The Night We Never Met)
- 1994: I.Q. – Liebe ist relativ (I.Q.)
- 1994: Das Kartell (Clear and Present Danger)
- 1994–1995: Alles schön und Recht (Sweet Justice, Fernsehserie, 22 Folgen)
- 1994–1996: Ellen (Fernsehserie, 3 Folgen)
- 1995–1997: Ned & Stacey (Fernsehserie, 46 Folgen)
- 1997–2002: Ally McBeal (Fernsehserie, 112 Folgen)
- 1998: Pete’s Garden (Kurzfilm)
- 2000: Letzte Ausfahrt Hollywood (The Last Producer)
- 2001: Einmal Himmel und zurück (Down to Earth)
- 2001: Joe Jedermann (Joe Somebody)
- 2001: Sweet November
- 2005: Special Ed
- 2005: Family Plan (Fernsehfilm)
- 2005: Heart of the Beholder
- 2006: Ricky Bobby – König der Rennfahrer (Talladega Nights: The Ballad of Ricky Bobby)
- 2006: Freunde mit Geld (Friends with Money)
- 2006: Desperate Housewives (Fernsehserie, Folge 2x12)
- 2007: Eureka – Die geheime Stadt (Eureka, Fernsehserie, Folge 1x01)
- 2007: All I want for Christmas
- 2008: Quarantäne (Quarantine)
- 2009: Spectacular!
- 2009: CSI: Den Tätern auf der Spur (CSI: Crime Scene Investigation, Fernsehserie, Folge 9x19)
- 2009: CSI: NY (Fernsehserie, Folge 6x02)
- 2010: Ghost Whisperer – Stimmen aus dem Jenseits (Ghost Whisperer, Fernsehserie, Folge 5x08)
- 2010: Medium – Nichts bleibt verborgen (Medium, Fernsehserie, Folge 6x19)
- 2010: Die Akte Weihnachtsmann (The Santa Incident, Fernsehfilm)
- 2011: Hawaii Five-0 (Fernsehserie, Folge 1x14)
- 2012: Das Schwergewicht (Here Comes the Boom)
- 2012: House of Lies (Fernsehserie, 6 Folgen)
- 2013: Navy CIS (NCIS, Fernsehserie, 3 Folgen)
- 2013–2017: Law & Order: Special Victims Unit (5 Folgen)
- 2014: Verrückt nach Barry (Someone Marry Barry)
- 2014: Blue Bloods – Crime Scene New York (Blue Bloods, Fernsehserie, Folge 4x15)
- 2014: Die kleinen Superstrolche retten den Tag (The Little Rascals Save the Day)
- 2014: Atlas Shrugged Part III: Who Is John Galt?
- 2014: How to Get Away with Murder (Fernsehserie, Folge 1x07)
- 2015: Chasing Life (Fernsehserie, 3 Folgen)
- 2015: Quitters
- 2015: Der Knastcoach (Get Hard)
- 2016: Once Upon a Time – Es war einmal … (Once Upon a Time, Fernsehserie, 10 Folgen)
- 2016: Superkids (Time Toys)
- 2017: Brooklyn Nine-Nine (Fernsehserie, Folge 4x14)
- 2017: Friends from College (Fernsehserie, 5 Folgen)
- 2017–2019: Friends from College (Fernsehserie, 9 Folgen)
- 2017–2022: Grey’s Anatomy (Fernsehserie, 55 Folgen)
- 2018: One Dollar (Fernsehserie, 8 Folgen)
- 2019: Kevin Hart erklärt die afroamerikanische Geschichte (Kevin Hart’s Guide to Black History)
- 2019: Foster Boy – Allein unter Wölfen (Foster Boy)
- 2020: Seattle Firefighters – Die jungen Helden (Station 19, Fernsehserie, Folge 3x03)
- 2022: Immer für dich da (Firefly Lane, Fernsehserie, 2 Folgen)
- 2023: 57 Seconds
- 2024: Will Trent (Fernsehserie, 4 Folgen)